# Чемпионат Европы по футболу 2025 среди юношей до 19 лет
Чемпионат Европы по футболу 2025 среди юношей до 19 лет (рум. Campionatul European de Fotbal sub 19 ani 2025; англ. 2025 UEFA European Under-19 Championship) — 22-й розыгрыш чемпионата Европы по футболу среди юношей до 19 лет (и 72-й розыгрыш турнира с учётом юниорских турниров ФИФА, УЕФА и юношеского чемпионата Европы до 18 лет). Турнир проходил в Румынии с 13 по 26 июня 2025 года. В финальной стадии чемпионата Европы до 19 лет играли восемь команд, разделённые на две группы.
На турнире могли играть футболисты, родившиеся не ранее 1 января 2006 года.
Титул защищала сборная Испании, победившая в финале 2024 года Францию со счётом 2:0.

## Выбор места проведения
Румыния была выбрана местом проведения турнира 2025 года решением исполнительного комитета УЕФА 19 апреля 2021 года.

## Квалификация

### Квалифицировались в финальную стадию
Следующие команды вышли в финальную стадию турнира.
| Команда    | Метод квалификации          | Участие | Последнее участие     | Лучший результат                                               |
| ---------- | --------------------------- | ------- | --------------------- | -------------------------------------------------------------- |
| Румыния    | Хозяева                     | 3-е     | 2022 (групповой этап) | Групповой этап (2011, 2022)                                    |
| Германия   | Победитель элитной группы 6 | 10-е    | 2017 (групповой этап) | Чемпион (2008, 2014)                                           |
| Испания    | Победитель элитной группы 5 | 15-е    | 2024                  | Чемпион (2002, 2004, 2006, 2007, 2011, 2012, 2015, 2019, 2024) |
| Дания      | Победитель элитной группы 1 | 2-е     | 2024                  | Групповой этап (2024)                                          |
| Черногория | Победитель элитной группы 2 | 1-е     | Дебют                 | Дебют                                                          |
| Нидерланды | Победитель элитной группы 3 | 6-е     | 2017                  | Полуфинал (2017)                                               |
| Норвегия   | Победитель элитной группы 4 | 8-е     | 2024                  | Полуфинал (2023)                                               |
| Англия     | Победитель элитной группы 7 | 12-е    | 2022                  | Чемпион (2017, 2022)                                           |

## Стадионы
| Рапид-Джулешти      | Аркул де Триумф            | Илие Оанэ                  |                            |                            |                            |
| Вместимость: 14 047 | Вместимость: 8027          | Вместимость: 15 073        |                            |                            |                            |
|                     |                            |                            |                            |                            |                            |
| Волунтари           | Бухарест Волунтари Плоешти | Бухарест Волунтари Плоешти | Бухарест Волунтари Плоешти | Бухарест Волунтари Плоешти | Бухарест Волунтари Плоешти |
| Ангел Йордэнеску    | Бухарест Волунтари Плоешти | Бухарест Волунтари Плоешти | Бухарест Волунтари Плоешти | Бухарест Волунтари Плоешти | Бухарест Волунтари Плоешти |
| Вместимость: 4600   | Бухарест Волунтари Плоешти | Бухарест Волунтари Плоешти | Бухарест Волунтари Плоешти | Бухарест Волунтари Плоешти | Бухарест Волунтари Плоешти |
|                     | Бухарест Волунтари Плоешти | Бухарест Волунтари Плоешти | Бухарест Волунтари Плоешти | Бухарест Волунтари Плоешти | Бухарест Волунтари Плоешти |

## Групповой этап
В полуфинал выходили команды, занявшие первое и второе место в своих группах.

### Критерии классификации
Ранжирование команд на групповом этапе происходило в соответствии со следующими критериями в указанном порядке:
1. очки, полученные во всех матчах группового этапа;
2. очки, полученные в очных встречах между командами;
3. разница голов в очных встречах между командами;
4. количество забитых голов в очных встречах между командами;
5. разница голов во всех матчах группового этапа;
6. количество забитых голов во всех матчах группового этапа;
7. послематчевые пенальти (только если две команды равны по вышеперечисленным критериям и они встретились в последнем матче группового этапа);
8. дисциплинарные показатели (прямая красная карточка — 3 очка, жёлтая карточка — 1 очко, удаление за две жёлтые карточки — 3 очка);
9. коэффициенты УЕФА;
10. жребий.

### Группа A
| Поз | Команда     | И | В | Н | П | МЗ | МП | РМ  | О | Квалификация |
| --- | ----------- | - | - | - | - | -- | -- | --- | - | ------------ |
| 1   | Испания     | 3 | 3 | 0 | 0 | 9  | 1  | +8  | 9 | Плей-офф     |
| 2   | Румыния (Х) | 3 | 2 | 0 | 1 | 6  | 4  | +2  | 6 | Плей-офф     |
| 3   | Дания       | 3 | 1 | 0 | 2 | 5  | 4  | +1  | 3 |              |
| 4   | Черногория  | 3 | 0 | 0 | 3 | 1  | 12 | −11 | 0 |              |

| Испания    | 1:0     | Дания |
| ---------- | ------- | ----- |
| Мерино 45′ | (отчёт) |       |

| Румыния                    | 2:1     | Черногория   |
| -------------------------- | ------- | ------------ |
| Маринкэу 63′ · Барбу 90+1′ | (отчёт) | Влахович 13′ |

| Дания                                             | 5:0     | Черногория |
| ------------------------------------------------- | ------- | ---------- |
| Бертельсен 9′ · Темсен 32′, 52′ · Агекум 68′, 74′ | (отчёт) |            |

| Румыния     | 1:3     | Испания                                  |
| ----------- | ------- | ---------------------------------------- |
| Симьонаш 9′ | (отчёт) | Кордеро 3′ · Мартин 67′ · Монсеррате 73′ |

| Дания | 0:3     | Румыния                             |
| ----- | ------- | ----------------------------------- |
|       | (отчёт) | Гуця 34′ · Барбу 58′ · Вермешан 77′ |

| Черногория | 0:5     | Испания                                              |
| ---------- | ------- | ---------------------------------------------------- |
|            | (отчёт) | Жуньен 14′, 28′, 65′ · Виржили 16′ · Уэстамендия 35′ |

### Группа B
| Поз | Команда    | И | В | Н | П | МЗ | МП | РМ | О | Квалификация |
| --- | ---------- | - | - | - | - | -- | -- | -- | - | ------------ |
| 1   | Нидерланды | 3 | 3 | 0 | 0 | 9  | 2  | +7 | 9 | Плей-офф     |
| 2   | Германия   | 3 | 1 | 1 | 1 | 7  | 9  | −2 | 4 | Плей-офф     |
| 3   | Англия     | 3 | 0 | 2 | 1 | 9  | 11 | −2 | 2 |              |
| 4   | Норвегия   | 3 | 0 | 1 | 2 | 3  | 6  | −3 | 1 |              |

| Англия                      | 2:2     | Норвегия                          |
| --------------------------- | ------- | --------------------------------- |
| Уотсон 11′ · Мур 80′ (пен.) | (отчёт) | Рёссинг-Лелесиит 18′ · Гранос 45′ |

| Германия | 0:3     | Нидерланды                    |
| -------- | ------- | ----------------------------- |
|          | (отчёт) | Уфкир 43′, 90+1′ · Смит 90+4′ |

| Норвегия | 0:2     | Нидерланды            |
| -------- | ------- | --------------------- |
|          | (отчёт) | Смит 65′ · Конаду 83′ |

| Германия                                                | 5:5     | Англия                                                            |
| ------------------------------------------------------- | ------- | ----------------------------------------------------------------- |
| Дарвих 7′ · Эль Мала 31′, 48′ · Мёрштедт 42′ · Вурм 44′ | (отчёт) | Кинг 35′ · Уитли 52′ · Расселл-Денни 55′ · Эбботт 61′ · Дерри 63′ |

| Норвегия   | 1:2     | Германия                      |
| ---------- | ------- | ----------------------------- |
| Гранос 72′ | (отчёт) | Уэдраого 85′ · Эль Мала 90+1′ |

| Нидерланды                                              | 4:2     | Англия                  |
| ------------------------------------------------------- | ------- | ----------------------- |
| Смит 22′ · Редмонд 35′, 69′ · Веннегор оф Хесселинк 42′ | (отчёт) | Уитли 52′ · Дерри 90+3′ |

## Плей-офф
|  | Полуфинал                            | Полуфинал  |                                     |   | Финал | Финал |
|  |                                      |            |                                     |   |       |       |
|  | 23 июня – Бухарест (Аркул де Триумф) |            |                                     |   |       |       |
|  |                                      |            |                                     |   |       |       |
|  | Испания                              | 6          |                                     |   |       |       |
|  | Испания                              | 6          | 26 июня – Бухарест (Рапид-Джулешти) |   |       |       |
|  | Германия                             | 5          |                                     |   |       |       |
|  | Германия                             | 5          | Испания                             | 0 |       |       |
|  | 23 июня – Бухарест (Рапид-Джулешти)  |            | Испания                             | 0 |       |       |
|  |                                      | Нидерланды | 1                                   |   |       |       |
|  | Нидерланды                           | Нидерланды | 1                                   | 3 |       |       |
|  | Нидерланды                           |            |                                     | 3 |       |       |
|  | Румыния                              | 1          |                                     |   |       |       |
|  | Румыния                              | 1          |                                     |   |       |       |

### Полуфинал
| Испания                                                       | 6:5 (доп. вр.) | Германия                                                      |
| ------------------------------------------------------------- | -------------- | ------------------------------------------------------------- |
| П. Гарсия 61′, 90+1′, 90+5′, 119′ · Маркес 97′ · Виржили 113′ | (отчёт)        | Мёрштедт 28′, 104′, 107′ · Эль Мала 78′ · Куэнка 90+9′ (авт.) |

| Нидерланды                        | 3:1     | Румыния   |
| --------------------------------- | ------- | --------- |
| Конаду 36′ · Смит 42′ · Слити 53′ | (отчёт) | Барбу 68′ |

### Финал
| Испания | 0:1     | Нидерланды         |
| ------- | ------- | ------------------ |
|         | (отчёт) | Хименес 63′ (авт.) |

## Бомбардиры
Примечание: В скобках указано, сколько голов из общего числа забито с пенальти.
4 гола
- Макс Мёрштедт
- Саид Эль Мала
- Пабло Гарсия
- Кес Смит

3 гола
- Ким Жуньен
- Давид Барбу

2 гола
| - Джесси Дерри - Итан Уитли - Джонатан Агекум - Майк Темсен - Жан Виржили | - Дон-Анджело Конаду - Зепиквено Редмонд - Аюб Уфкир - Сондре Гранос |

1 гол
| - Джош Кинг - Майки Мур (1) - Рис Расселл-Денни - Том Уотсон - Зак Эбботт | - Ноа Дарвих - Леопольд Вурм - Ассан Уэдраого - Виллум Бертельсен - Антонио Кордеро | - Хон Мартин - Исан Мерино - Хано Монсеррате - Пейо Уэстамендия | - Ремус Гуця - Йоан Вермешан - Эмануэл Маринкэу - Лука Симьонаш | - Аймен Слити - Лукас Веннегор оф Хесселинк - Александер Рёссинг-Лелесиит - Вук Влахович |

Автоголы
- Андрес Куэнка (в матче против Германии)
- Рауль Хименес (в матче против Нидерландов)